# Кочана
Кочана (на гръцки: Περαία, Переа, до 1927 година Κότσανα, Коцана) е село в Република Гърция, в дем Воден (Едеса), област Централна Македония.

## География
Селото е разположено на 25 km западно от град Воден (Едеса) и на около 8 km южно от Острово (Арниса), на 640 m надморска височина на източния бряг на Островското езеро.

## История

### В Османската империя
В 1848 година руският славист Виктор Григорович описва в „Очерк путешествия по Европейской Турции“ Кочено като българско село.
В началото на XX век Кочана е турско конярско село в Кайлярска кааза на Османската империя. Според статистиката на Васил Кънчов („Македония. Етнография и статистика“) в 1900 година в Кочане (Коченъ) живеят 1500 турци.
На Етнографската карта на Битолския вилает на Картографския институт в София от 1901 година Кочен (Кочане) е чисто турско село в Кайлярската каза на Серфидженския санджак с 200 къщи.
Според статистика на Серфидженския санджак на гръцкото консулство в Еласона от 1904 година в Кочана (Κότσιανα), Кайлярска каза, живеят 1350 турци.

### В Гърция
През Балканската война селото е окупирано от гръцки части и остава в Гърция след Междусъюзническата война. Боривое Милоевич пише в 1921 година („Южна Македония“), че Кочани има 350 къщи турци. Турското му население се изселва и на негово място в 1922 година са настанени гърци бежанци. В 1928 година селото е представено като чисто бежанско със 136 бежански семейства и 588 души бежанци. В 1927 година селото е прекръстено на Переа.
Жителите на селото постепенно се изселват в Кайляри. В селото се произвежда главно жито, тютюн и леща, като са развити частично и лозарството и скотовъдството.
В селото има етнографски музей.
| Име        | Име           | Ново име      | Ново име       | Описание                                              |
| ---------- | ------------- | ------------- | -------------- | ----------------------------------------------------- |
| Караагач   | Καραγάτς      | Фтелия        | Φτελιά         | местност в Каракамен на ЮИ от Кочана                  |
| Папа дере  | Παπά Τερέ     | Лофос ту Папа | Λόφος του Παπά | местност в Каракамен на ЮИ от Кочана                  |
| Белова     | Μπέλοβα       | Аспри         | Άσπρη          | река в Каракамен на И от Кочана, под едноименния връх |
| Кара Бурну | Καρά Μπουρνοϋ | Маври Врахи   | Μαύροι Βράχοι  | нос в Островското езеро на С от Кочана (758)          |
| Реки Пей   | Ρεκί Πέϊ      | Дросеро       | Δροσερό        | местност на СИ от Кочана                              |

| Година    | 1913 | 1920 | 1928 | 1940 | 1951 | 1961 | 1971 | 1981 | 1991 | 2001 | 2011 | 2021 |
| --------- | ---- | ---- | ---- | ---- | ---- | ---- | ---- | ---- | ---- | ---- | ---- | ---- |
| Население | 1409 | 1404 | 986  | 713  | 628  | 582  | 500  | 461  | 399  | 352  | 381  | 309  |